# Jacques-Nicolas Perrault
Jacques-Nicolas Perrault (6 août 1750 - 7 août 1812) était un seigneur, homme d'affaires et homme politique fédéral du Bas-Canada.
Il est né à Québec en 1750, fils de Jacques Perrault et petit-fils de François-Pierre Boucher de Boucherville. Il entra dans les affaires de son père et continua dans l'entreprise après la mort de son père en 1775. Comme son père, Perrault s,est plus tard dénommé Perrault l'aîné. En 1779, il épousa Marie-Anne, la fille du marchand Jean-Baptiste Amiot; elle meurt en 1782. Comme les autres gens d'affaires de l'époque, il a fait pression pour avoir une assemblée représentative de la province. Perrault était un capitaine dans la milice locale et un juge de paix. Il reçoit la seigneurie de La Bouteillerie (ou Rivière-Ouelle) de son oncle, et a acquis la pleine propriété en 1792, lorsque sa mère est morte. En 1793, il s'établit à Rivière-Ouelle, où il avait épousé Thérèse-Esther Hausman, la veuve d'un marchand local. Dans le but de développer sa seigneurie, il acheta la propriété incluent une scierie, moulin à orge et arrêt du forgeron; Il construit un quai et y a mis en place une érablière. Il fut nommé colonel de la milice locale. Perrault a été élu pour représenter Cornwallis dans l'Assemblée législative du Bas-Canada en 1804. Il fut nommé au Conseil législatif du Bas-Canada en 1812. Alors qu'il faisait partie de l'Assemblée, il a soutenu une législation qui interdit les juges d'être membres de l'Assemblée législative.
Il a été retrouvé mort dans son bain à Rivière-Ouelle en 1812 après avoir été malade pendant plusieurs jours.
Son frère Olivier était un juge et a siégé au Conseil législatif.